# ドラゴリュブ・ブルノヴィッチ
ドラゴリュブ・ブルノヴィッチ（セルビア語: Драгољуб Брновић, ラテン文字転写: Dragoljub Brnović、1963年11月2日 - ）は、モンテネグロ（旧ユーゴスラビア）の元サッカー選手。ポジションはミッドフィールダー。
弟のブランコ・ブルノヴィッチも元サッカー選手である。

## 経歴
地元のOFKチトーグラードとFKブドゥチノスト・チトーグラードを経てパルチザン・ベオグラードにステップアップ、フランスのFCメスでも活躍したミッドフィールダー。ユーゴスラビア代表では1987年から1990年までの25試合に出場した。